# 慈义站 (成都市)
慈义站位于中华人民共和国四川省成都市新都区新都街道规划万石路东侧，是成都地铁27号线的地铁车站，于2024年12月19日启用。

## 车站概要
慈义站位于新都区新都街道万石路东侧，沿万石路南北向设置。因老地名慈义村而得名。本站在规划阶段曾用名“栗子湾站”。

## 车站结构
慈义站为地上三层高架11米宽岛式站台车站，全长120米，宽18.8米，总建筑面积7446.32平方米。
| 地上 三层 |                                     | 27号线列车往石佛方向 （石佛） |  |
| 地上 三层 | 岛式站台，左边车门将会开启          |                               |  |
| 地上 三层 | 27号线列车往蜀鑫路方向 （兴城大道） |                               |  |
| 地上 二层 | 站厅层                              | 安检、自动售票机、车站商店    |  |
| 地面      | 架空层                              | 出入口                        |  |

## 出入口
本站目前开放4个出入口。
|              |                         |                |      |
| 出口编号     | 设施                    | 出口指示       | 照片 |
|              | 无障碍电梯              | 金花路、柏水路 |      |
| 出口 · A · 2 |                         | 金花路、柏水路 |      |
| 出口 · B     |                         |                |      |
| 出口 · C     | 无障碍电梯 无障碍卫生间 | 柏水路         |      |

## 大事记
- 2022年8月31日，慈义站主体结构封顶。[5]